# Cory Gardner
Pour les articles homonymes, voir Gardner.
Cory Gardner, né le 22 août 1974 à Yuma (Colorado), est un homme politique américain. 
Membre du Parti républicain, il est élu du Colorado au Congrès des États-Unis de 2011 à 2021, d'abord quatre ans à la Chambre des représentants, puis entrant dès lors au Sénat après avoir battu le sortant Mark Udall, membre du Parti démocrate.

## Biographie

### Jeunesse et études
Cory Gardner est diplômé de l'université d'État du Colorado en 1997, puis de l'université du Colorado en 2001, où il obtient son juris doctor. Il devient alors l'assistant du sénateur républicain Wayne Allard, avant d'être élu à la Chambre des représentants du Colorado en 2004.

### Représentant des États-Unis
En 2010, il est candidat à la Chambre des représentants des États-Unis dans la 4e circonscription du Colorado. Le district était considéré comme un bastion républicain avant la victoire de la démocrate Betsy Markey en 2008. Gardner est élu représentant avec 52,5 % des suffrages contre 41,4 % pour Markey. Deux ans plus tard, il est réélu avec 58,4 % des voix.

### Sénateur des États-Unis

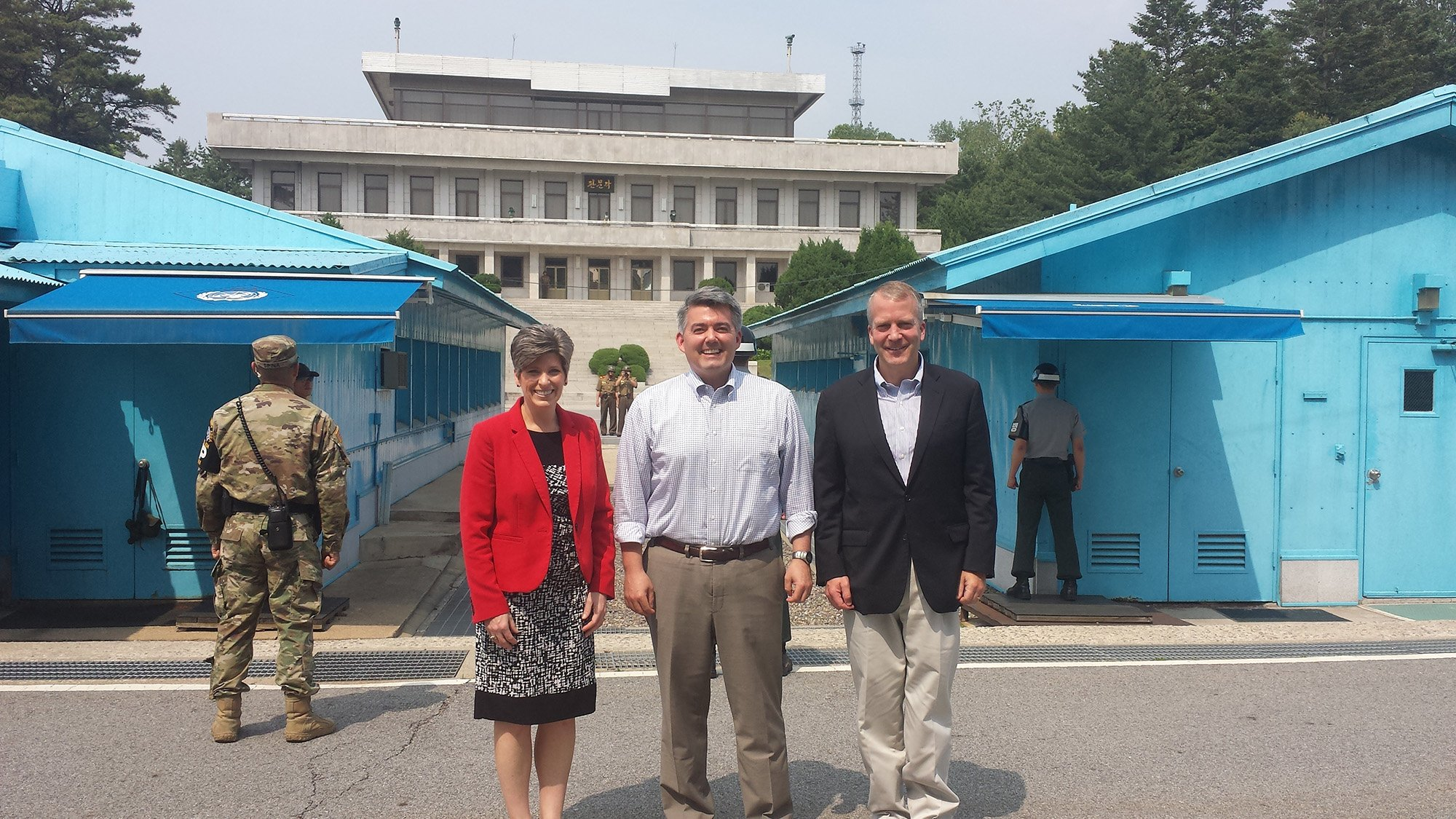
Cory Gardner (centre), entouré de Joni Ernst et Dan Sullivan, à la Joint Security Area, en 2016.

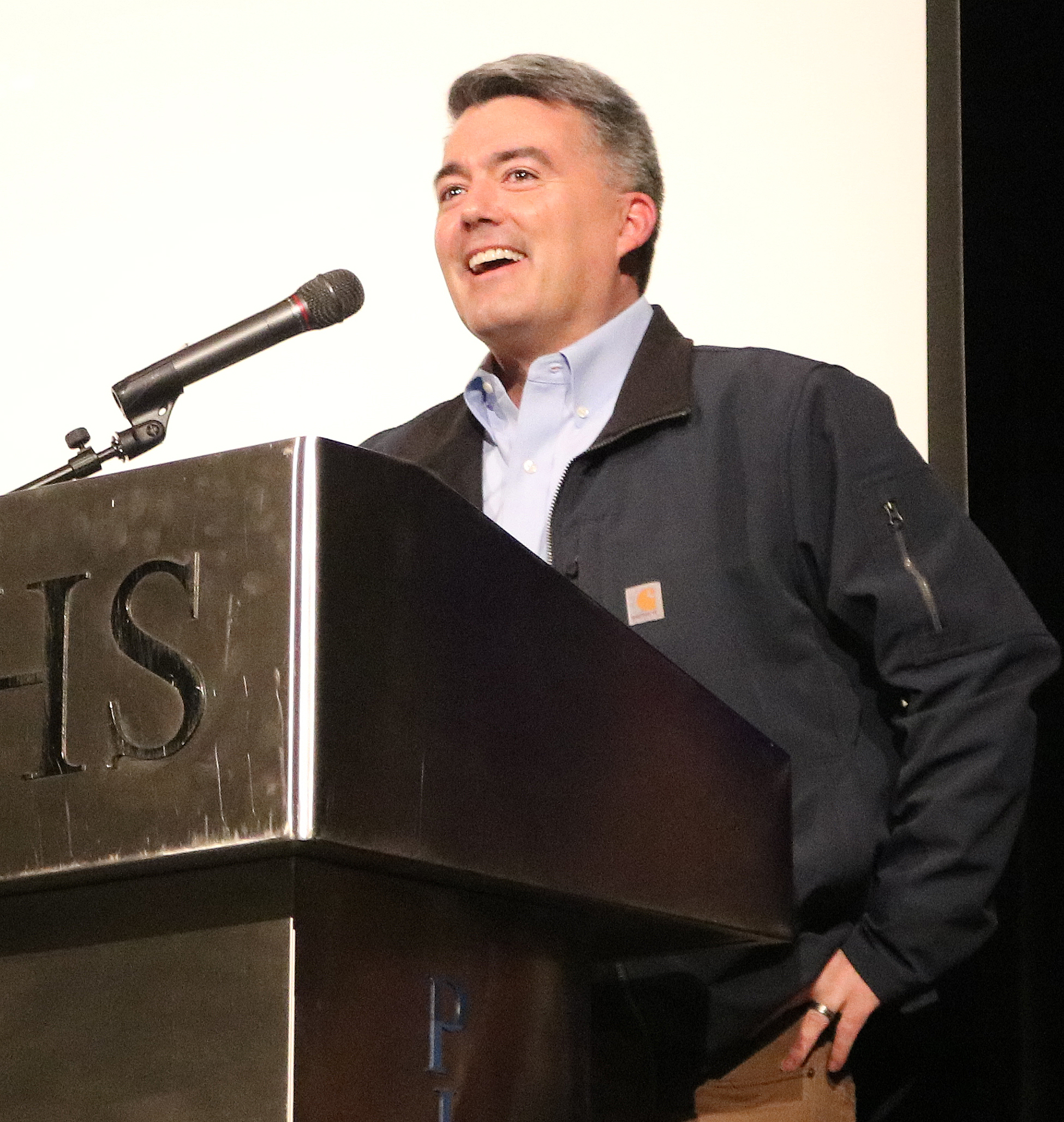
Gardner lors d'une réunion publique à Englewood (Colorado) en 2019.

Lors des élections de 2014, Cory Gardner se présente au Sénat des États-Unis face au sortant démocrate Mark Udall. Gardner est principalement attaqué pour ses positions que les démocrates qualifient de trop conservatrices pour le Colorado, notamment sur l'avortement,,. Cependant, cette campagne sur un seul sujet semble se retourner contre Udall, alors surnommé « Mark Uterus ». À partir de septembre, Gardner devance le sénateur sortant de plusieurs points dans les sondages. Il est élu sénateur du Colorado avec 48,2 % de suffrages contre 46,3 % pour le démocrate sortant.
Après avoir critiqué Donald Trump durant la campagne présidentielle de 2016, Gardner se rapproche du président après l'investiture de celui-ci,. À l'approche des élections sénatoriales de 2020, il est considéré comme le sénateur républicain le plus en danger du pays, dans un État de plus en plus favorable aux démocrates,. Au printemps 2020, il est largement distancé dans les sondages par l'ancien gouverneur John Hickenlooper (2011-2019), pressenti pour obtenir l'investiture démocrate.
Gardner axe sa campagne sur le passage du Great American Outdoors Act — loi signée par le président Trump le 4 août 2020, qu'il introduit au Sénat, tandis que John Lewis l'introduit à la Chambre des représentants — permettant un financement à hauteur de 900 millions de dollars annuels du Land and Water Conservation Fund (LWCF) et 9,5 milliards de dollars sur cinq ans pour l'entretien des parcs nationaux américains,,. L'Associated Press écrit qu'il s'agit de « la législation de préservation [de l'environnement] la plus importante adoptée en près d'un demi-siècle ». Le 3 novembre 2020, il est cependant largement battu par John Hickenlooper, ne rassemblant que 44 % des voix contre près de 54 % pour le démocrate.

## Positions politiques
À la Chambre des représentants, Cory Gardner fait partie des républicains les plus conservateurs. Il s'oppose notamment aux régulations du gouvernement fédéral en matière d'environnement et de santé. Il est opposé à l'avortement. Il soutient une proposition de loi pour donner la personnalité juridique à l'embryon. Lors de sa campagne sénatoriale de 2014, il affirme cependant avoir eu tort de soutenir une telle proposition et souhaiter faciliter le recours à la pilule contraceptive,.
Au Sénat, Gardner se montre plus modéré sur certaines questions, proposant notamment une réforme de l'immigration avec son collègue démocrate Michael Bennet et s'opposant aux mesures anti-cannabis du gouvernement fédéral. Lorsque la Cour suprême des États-Unis statue sur Obergefell v. Hodges et légalise le mariage homosexuel aux États-Unis, Gardner se dit opposé à cette décision mais affirme respecter le choix des juges.
Il milite pour que la Russie soit inscrite sur la liste noire des États soutenant le terrorisme.